# Strażnica WOP Medyka
Strażnica w Medyce:
1. podstawowy pododdział graniczny Wojsk Ochrony Pogranicza.
2. graniczna jednostka organizacyjna polskiej straży granicznej realizująca zadania bezpośrednio w ochronie granicy państwowej.

## Formowanie i zmiany organizacyjne
Strażnica została sformowana w 1945 w strukturze 35 komendy odcinka jako 159 strażnica WOP (Torki) o stanie 56 żołnierzy. Kierownictwo strażnicy stanowili: komendant strażnicy, zastępca komendanta do spraw polityczno-wychowawczych i zastępca do spraw zwiadu. Strażnica składała się z dwóch drużyn strzeleckich, drużyny fizylierów, drużyny łączności i gospodarczej. Etat przewidywał także instruktora do tresury psów służbowych oraz instruktora sanitarnego. Strażnica ta w związku z przesunięciem granicy w 1948 przeszła do Medyki. W 1954 nosiła numer 159.
Od 15 marca 1954 wprowadzono nową numerację strażnic. Strażnica II kategorii otrzymała numer 158
W 1964 w Medyce stacjonowała placówka WOP nr 4 26 Przemyskiego Oddziału Wojsk Ochrony Pogranicza.
W 1976 odtwarzano brygady na granicy ze Związkiem Radzieckim. Na bazie 26 Przemyskiego Oddziału WOP sformowano Bieszczadzką Brygadę WOP. W jej strukturach, na bazie placówki WOP Medyka zorganizowano strażnicę WOP Medyka.
Po rozwiązaniu w 1991 Wojsk Ochrony Pogranicza, strażnica w Medyce weszła w podporządkowanie Bieszczadzkiego Oddziału Straży Granicznej.
Z dniem 15 października 2002 strażnica SG w Medyce została włączona w strukturę Granicznej Placówki Kontrolnej w Medyce. Od tego dnia GPK w Medyce przejął służbową odpowiedzialność za ochronę odcinka grani- cy państwowej podległy dotychczas rozwiązanej strażnicy.

## Ochrona granicy
Z chwilą utworzenia Bieszczadzkiego Oddziału Straży Granicznej w Przemyślu, w maju 1991 strażnica Medyka ochraniała odcinek granicy państwowej z Ukrainą od znaku granicznego nr 580 do nr 529.
linia rozgraniczenia:
1. ze strażnicą Hermanowice: wył znak gran. 529, granicą gmin Medyka i Żurawica oraz Przemyśl Wieś, Przemyśl i Krasiczyn[10]

## Komendanci/dowódcy strażnicy
- Stefan Piechowicz (15.12.1960–30.11.1961), (3.08.1962–17.05.1968)[11]
- kpt. Wojciech Karwowski[12]

Komendanci strażnicy SG:
- kpt. SG Kazimierz Swiątek (od 1991)[13].